# 饿死事小，失节事大
饿死事小，失节事大是一个成语，指饿死是小事，失去节操是大事。语出程颐。

## 出处
《二程全书·遗书二十二》：“问：‘孀妇于理似不可取，如何？’曰：‘然。凡取，以配身也。若取失节者以配身，是己失节也。’又问：‘或有孤孀贫穷无托者，可再嫁否？’曰：‘只是后世怕寒饿死，故有是说。然饿死事极小，失节事极大。’”朱熹在《与陈师中书》中说：“昔伊川先生尝论此事，以为‘饿死事小，失节事大’，自世俗观之，诚为迂阔，然自知经识理之君子观之，当有以知其不可易也。”

## 影响
《明史·列女传》记载， 永乐年间浙江定海县有一家婆媳双寡，家境贫寒，当时的尚书蹇义遇见她们，“（蹇义）诘曰：‘何为不嫁？’对曰：‘饿死事极小，失节事极大。’”黄秀红、张建伟评论说：“虽然政府大力宣传‘饿死事小，失节事大’，并建立相应的制度，可它对民间社会的影响还是十分有限。”

## 批评
鲁迅说：“由汉至唐也并没有鼓吹节烈，直到宋朝，那一班‘业儒’的才说出‘饿死事小，失节事大’的话，看见历史上‘重适’两个字，便大惊小怪起来。”
胡适说：“若不问个人的境遇体质，只晓得说‘忠臣不事二君，烈女不更二夫’；只晓得说‘饿死事极小，失节事极大’(用程子语)，这是忍心害理，男子专制的贞操论。”

## 辩护
朱熹又说：“夫死而嫁，固为失节，然亦有不得已者，圣人不能禁也。”
章太炎指出这是因袭旧说，他说：“程叔子又有嫠妇失节事大，饿死事小之说，为近人所讥。其言诚过，然妇人不践二廷，旧有是说，亦因缘礼俗而为言耳。”章太炎又说：“其书又言男子不当再娶；礼惟宗子七十无主妇，其他则否；且婚礼成言时，本未言妇死得再娶也。其言盖谓夫妇皆当坚守契约，又未尝偏抑妇人也。”
陈荣捷认为：“ 伊川对孀妇再嫁之问，不答以传统制度，而答以失节问题，且妇之失节亦即丈夫之失节。可知节之问题，乃伊川之中心问题。”也就是说，程颐谈论的中心问题是普遍意义上的节操问题，而非具体的寡妇再嫁问题。